# Абелова група
Абелова група или комутативна група је у математици група (G, * ), где је је a * b = b * a за свако a и b из G. Другим речима, редослед којим се бинарна операција спроводи није битан. Овакве групе је генерално лакше разумети, иако су бесконачне Абелове групе и даље тема истраживања.
Групе које нису комутативне се називају не-Абелове (или некомутативне). Абелове групе су добиле име по норвешком математичару Нилсу Абелу.

## Нотација
Операције у Абеловој групи могу бити записане адитивно или мултипликативно.
| Конвенција      | Операција | Неутрал | Степени | Инверз | Директна сума/производ |
| --------------- | --------- | ------- | ------- | ------ | ---------------------- |
| Адитивна        |           |         |         | −      | ⊕                      |
| Мултипликативна | или       | или 1   |         | −1     |                        |

Мултипликативна нотација је уобичајена нотација у теорији група, док се адитивна нотација обично користи за модуле. Када се Абелове групе проучавају одвојено од других група, обично се користи адитивна нотација.

## Примери
Свака циклична група G је Абелова, јер ако су x, y из G, онда . Тако, на пример, скуп целих бројева, Z, чини Абелову групу у односу на сабирање, као и цели бројеви по модулу , Z/nZ.
Сваки прстен је по дефиницији Абелова група у односу на своју операцију сабирања. У комутативном прстену инвертибилни елементи чине Абелову мултипликативну групу. Скуп реалних бројева је Абелова група у односу на сабирање, док реални бројеви без нуле чине Абелову групу у односу на множење.
Матрице формата n&nbsp;×&nbsp;n, чак и инвертибилне матрице, не граде за  Абелове групе у односу на множење, јер множење матрица у општем није комутативно.

## Таблица множења
Како бисмо проверили да је коначна група Абелова, можемо конструисати табелу (матрицу), познату као Кејлијеву табелу, сличну таблици множења. Ако је група  под операцијом ⋅, (i, j)-ти члан табеле садржи производ . Група је Абелова акко је ова табела симетрична у односу на главну дијагоналу (тј. ако је матрица симетрична).
Ово је тачно, јер је група Абелова ако и само ако је  за све i, j, дакле да (i, j)-ти члан табеле треба бити једнак (j, i)-том члану.

## Својства
Ако је n природан број и x је елемент Абелове групе G записане адитивно, онда се nx може дефинисати као x + x + ... + x (n сабирака) и (−n)x = −(nx). На овај начин, G постаје модул над прстеном Z целих бројева. Заправо, на овај начин се модули над Z могу идентификовати са Абеловим групама.
Теореме о Абеловим групама (тј. модулима над главноидеалским доменом Z) се често могу уопштити на теореме о модулима над произвољним главноидеалским доменом. Типичан и важан пример је класификација коначно генерисаних Абелових група.
Ако f, g : G &nbsp;→&nbsp; H су два хомоморфизма група између група, при чему је H Абелова група, тада је њихов збир f + g, дефинисан као (f + g)(x) = f(x) + g(x), такође хомоморфизам. (Ово није тачно ако је H не-Абелова група).
Унеколико сродно димензији векторских простора, свака Абелова група има ранг. Он се дефинише као кардиналност највећег скупа линеарно независних елемената групе. Цели бројеви и рационални бројеви имају ранг један, као и свака подгрупа рационалних бројева. Док су неторзионе Абелове групе ранга један добро изучене, чак и Абелове групе коначног ранга нису добро проучене. Абелове групе бесконачног ранга могу имати веома сложену структуру, и још увек постоји пуно отворених питања, често блиско везаних за питања теорије скупова.

## Коначне Абелове групе
Структурна теорема за коначне Абелове групе каже да свака коначна Абелова група може бити изражена као директна сума цикличних подгрупа чији су редови степени простих бројева. Ово је посебан случај структурне теореме за коначно генерисане Абелове групе у рангу 0. (Коначно генерисане Абелове група ранга 0, односно чисто торзионе, су управо коначне групе.)
На пример, Z/15Z = Z/15 се може изразити као директна сума две цикличке подгрупе реда 3 и 5: Z/15 = {0, 5, 10} ⊕ {0, 3, 6, 9, 12}. Исто се може рећи за сваку Абелову групу реда 15, што доводи до изузетног закључка да су све Абелове групе реда 15 изоморфне.
Као још један пример, свака Абелова група реда 8 је изоморфна или Z/8 (нпр. група целих бројева од 0 до 7 у односу на сабирање по модулу 8), Z/4  ⊕ /2 (нпр. група непарних целих бројева од 1 до 15 у односу на множење по модулу 16), или Z/2  ⊕  /2  ⊕  /2 (нпр. група уређених тројки целих бројева у односу на почлано сабирање по модулу 2).
 је изоморфно директном производу  и  ако и само ако су m и n узајамно прости. Овде  означава цикличну групу реда n.
Према структурној теореми и претходној примедби, било коју коначну Абелову групу G можемо да запишемо као директну суму облика
{\displaystyle G=G_{1}\oplus G_{2}\oplus \cdots \oplus G_{u}\cong \mathbb {Z} _{k_{1}}\oplus \mathbb {Z} _{k_{2}}\cdots \oplus \mathbb {Z} _{k_{u}}}
на два начина:
- где су бројеви  (редови подгрупа ) степени простих бројева
- где , које дели  и тако даље до .

У сваком од њих бројеви  су једнозначно одређени (у првом до на редослед). Користи се један или други запис већ како је погодно за дати проблем.
На пример:
- Постоји, до на изоморфизам, тачно једна Абелова група реда 6, наиме , односно . Слично, свака Абелова група реда 10 је изоморфна , односно .
- Абелова група реда 12 = 2 · 2 · 3 може бити изоморфна , односно , или може бити изоморфна , односно . Притом ова два типа групе нису изоморфна међу собом (ово је исказ о једнозначности у стурктурној теореми), на пример зато што прва од њих садржи елементе реда 4, а друга не.

### Аутоморфизми коначних Абелових група
Структурна теорема се може применити да се преброје (и понекад одреде) аутоморфизми дате коначне Абелове групе G. Да би се ово урадило, користи се чињеница (чији доказ овде неће бити изнет) да, ако је група G директна сума својих двеју подгрупа H ⊕ K узајамно простих редова, тада Aut(H ⊕ K) ≅ Aut(H) ⊕ Aut(K).
Уз ово, структурна теорема показује да како би се израчунали аутоморфизми групе G, довољно је да се израчунају аутоморфизми групе Силовљевих p-подгрупа одвојено (то јест, свих цикличних подгрупа реда степена p). Фиксирајмо прост број p и претпоставимо да су експоненти e цикличних фактора распоређени у растућем редоследу:
за неко n > 0.
Један специјалан случај је када је  = 1, тако да постоји само један циклични фактор у Силовљевој p-подгрупи P. У овом случају се може користити једноставна теорија аутоморфизама коначне цикличне групе. Наиме, аутоморфизам је једнозначно одређен дејством на један фиксни генератор групе, који може пресликати у било који од генератора групе, и само њих. Према томе је у овом случају
.
Још један специјалан случај је када је n произвољно, али  за 1 ≤ i ≤ n. У овом случају, P је изоморфно групи облика
па се елементи ове подгрупе могу посматрати као да сачињавају векторски простор димензије n над коначним пољем од p елемената . Аутоморфизми ове подгрупе су стога дати инвертибилним линеарним трансформацијама, па
,
за шта једноставан аргумент бројењем показује да је реда
.
У најопштијем случају, где су  и n произвољни, аутоморфизам групе је теже одредити. Познато је, међутим, да ако се дефинише
и
,
тако да посебно имамо , тада је
{\displaystyle |\mathrm {Aut} (P)|=\left(\prod _{k=1}^{n}{p^{d_{k}}-p^{k-1}}\right)\left(\prod _{j=1}^{n}{(p^{e_{j}})^{n-d_{j}}}\right)\left(\prod _{i=1}^{n}{(p^{e_{i}-1})^{n-c_{i}+1}}\right).}
Ово даје редове из претходних примера као специјалне случајеве.

## Списак малих Абелових група
Следи табела малих Абелових група.
Имати у виду да на пример "3 × Z2" значи да постоје 3 подгрупе типа Z2, док на другим местима крстић предсатвља директан производ.
| Ред                                  | Група              | Подгрупе                                                  | Својства                                | Циклични граф |
| ------------------------------------ | ------------------ | --------------------------------------------------------- | --------------------------------------- | ------------- |
| 1                                    | тривијална група = | -                                                         | разна својства важе тривијално          |               |
| 2                                    |                    | -                                                         | једноставна, најмања нетривијална група |               |
| 3                                    |                    | -                                                         | једноставна                             |               |
| 4                                    |                    |                                                           |                                         |               |
| Клајнова 4-група =                   |                    | најмања нециклична група                                  |                                         |               |
| 5                                    |                    | -                                                         | проста                                  |               |
| 6                                    |                    |                                                           |                                         |               |
| 7                                    |                    | -                                                         | проста                                  |               |
| 8                                    |                    |                                                           |                                         |               |
|                                      | 2 ×                |                                                           |                                         |               |
|                                      | 7 × , 7 × Z2       | не-неутрални елементи одговарају тачкама у Фаноовој равни |                                         |               |
| 9                                    |                    |                                                           |                                         |               |
|                                      |                    |                                                           |                                         |               |
| 10                                   |                    |                                                           |                                         |               |
| 11                                   |                    | -                                                         | проста                                  |               |
| 12                                   |                    |                                                           |                                         |               |
| -{Z6 × Z2 = Z3 × Z2 × Z2 = Z3 × Z2}- |                    |                                                           |                                         |               |
| 13                                   |                    | -                                                         | проста                                  |               |
| 14                                   |                    |                                                           |                                         |               |
| 15                                   |                    |                                                           |                                         |               |
| 16                                   |                    |                                                           |                                         |               |
|                                      |                    |                                                           |                                         |               |
|                                      | ,                  |                                                           |                                         |               |
|                                      |                    |                                                           |                                         |               |
|                                      |                    |                                                           |                                         |               |